# Сайдашев Саліх Замалетдінович
Саліх Замалетдінович Сайдашев (тат. Salix Camaletdin uğlı Səydəşev, Салих Җамалетдин улы Сәйдәшев; нар. 3 грудня 1900, Казань, Татарстан — 16 грудня 1954, Москва, Росія) — татарський композитор, один з основоположників татарської професійної музики.

## Біографія

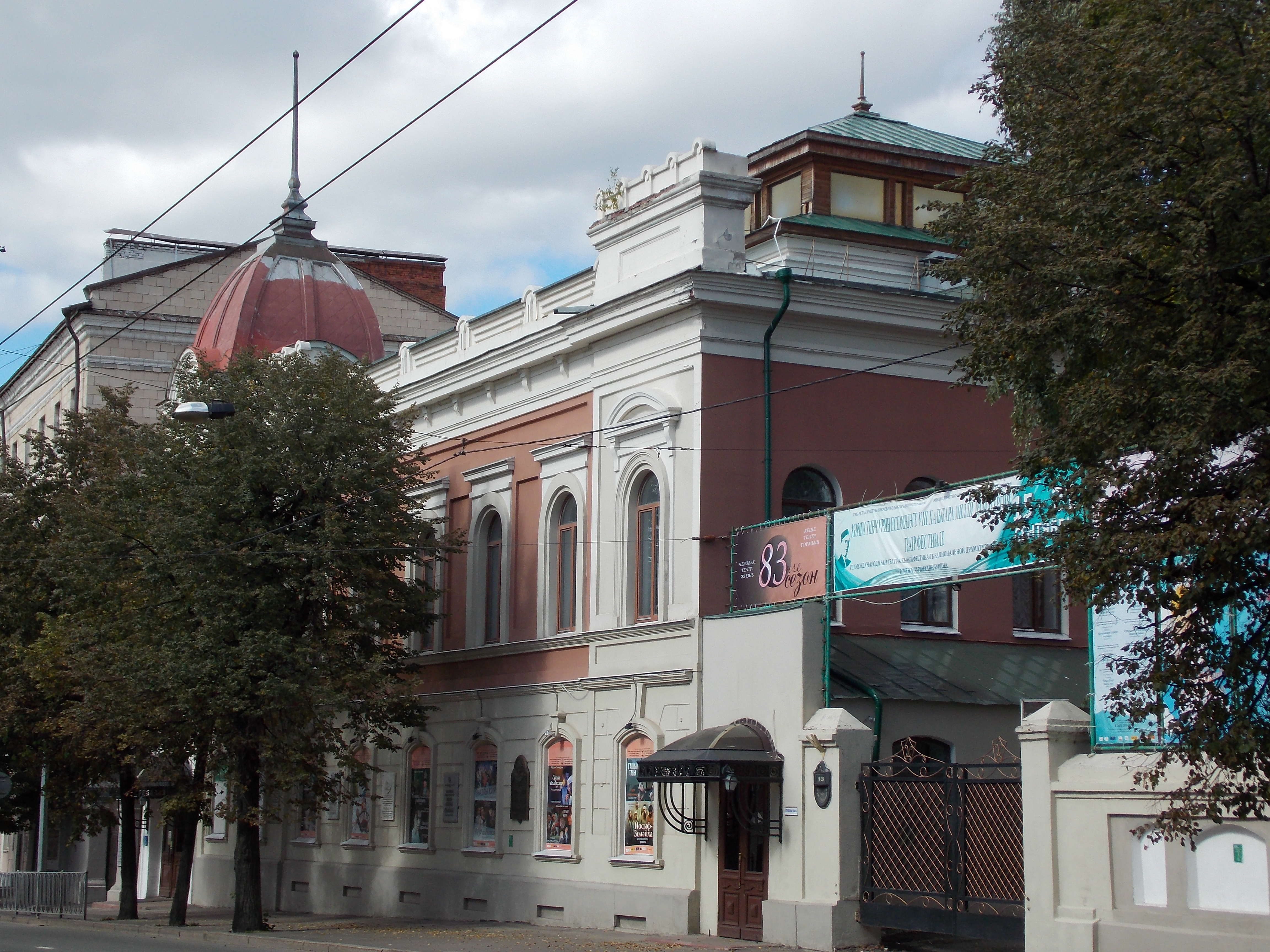
Будинок, в якому жив татарський композитор Саліх Сайдашев

Музичне обдарування Сайдашева проявилося рано. Першим інструментом, на якому він почав грати, була гармоніка. Потім родичі придбали для нього рояль. Першим учителем його був народний музикант Загідулла Яруллін, а потім видатні педагоги Казанського музичного училища. Батько С. Сайдашева помер, так і не побачивши сина. Саліх виховувався в родині сестри, чоловік якої Шігаб Ахмеров належав до прогресивних кіл татарської інтелігенції.
У 1918 році молодий музикант організовує оркестр. У 1920 р. він добровольцем вступає до лав Червоної Армії, після демобілізації працює в музичній школі Оренбурга.
У 1922 Сайдашев повертається в Казань і в Татарському державному академічному драматичному театрі ім. Г. Камала починає свою діяльність в якості диригента і музичного керівника. Широко розгортається творча діяльність Сайдашева: один за одним з'являються музичні твори до драм: «Галіябану» М. Файзі, «Іл» («Батьківщина»), «На Кандре», «Блакитна шаль» К. Тічуріна, «Наемщик» Т. Гіззата і ін. Сайдашев продовжив традиції закладені Султаном Габяші нового жанру в татарському театральному мистецтві, що отримало назву музична драма.
У ці ж роки він написав знаменитий «Марш Радянської Армії», активно працював над створенням нових і нових музичних творів в різних жанрах, виступав як піаніст і диригент на численних концертах.
У 1934 — 1938 рр. С. Сайдашев знаходиться на навчанні в студії татарської опери в Москві. Повернувшись з Москви, він продовжує роботу в ТДАТУ ім. Галіаскара Камала, працює над створенням нових творів, пише музику до вистав.
Саліх Сайдашев вважається основоположником татарської професійної музики. На справді на професійному та високому творчому рівні Сайдашев підсумував, узагальнив досвід перших народних композиторів, багатовікові традиції народу зумів органічно поєднати з досвідом європейської музики, з фольклором і створити на цій основі справжнє національне та професійне мистецтво.
Саліх Замалетдінович Сайдашев похований на Татарському кладовищі Ново-татарської слободи Казані.

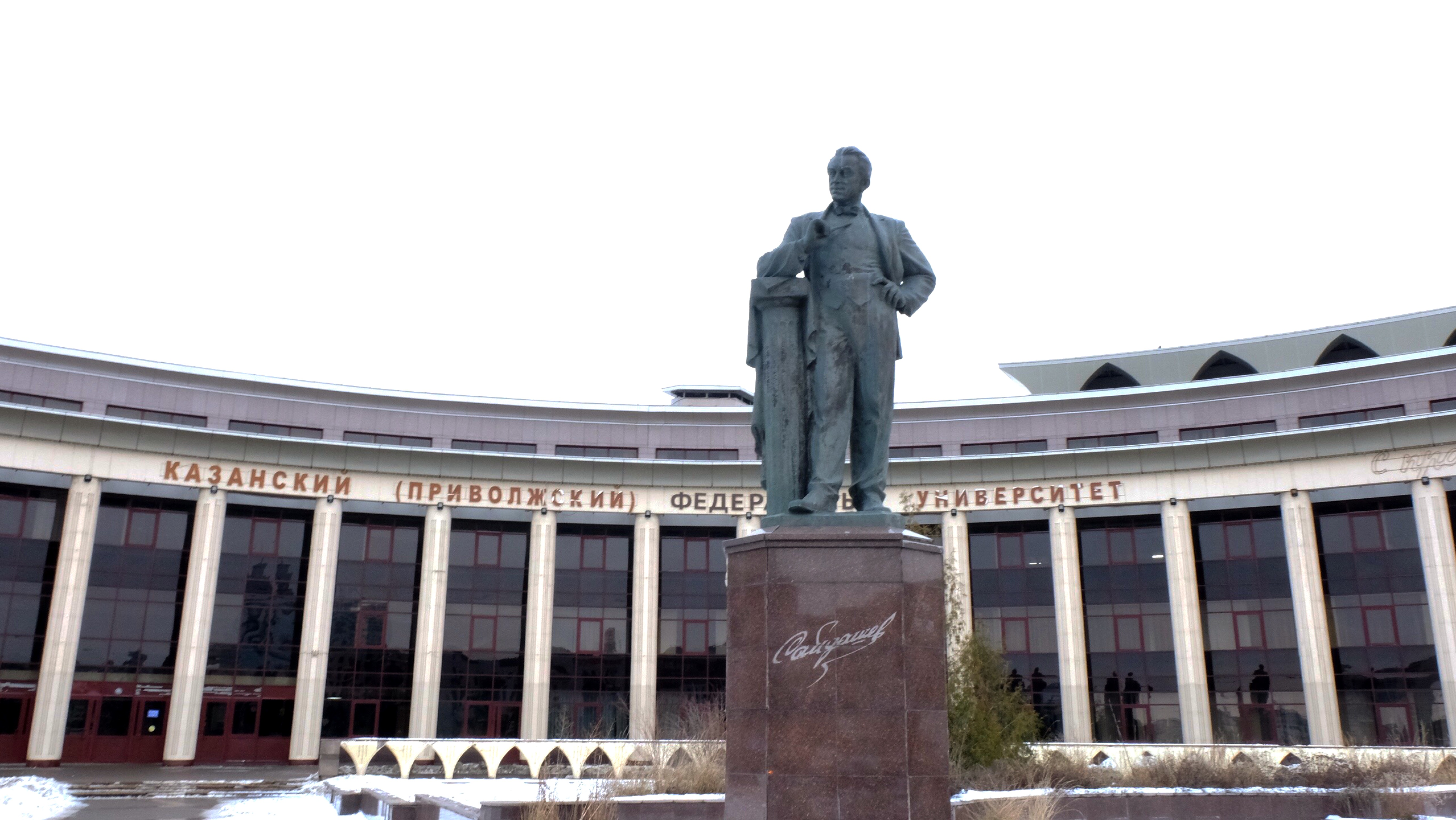
Пам'ятник С. Сайдашеву

## Пам'ять
25 червня 1993 року Постановою Ради Міністрів ТАРСР № 413 від 23 листопада 1988 року, в Казані було відкрито музей С. Сайдашева. Музей займає 2-поверхову будівлю споруди початку XX століття, в одній з квартир якої жив С. Сайдашев.
У 2000 р. ім'я Сайдашева присвоєно реконструйованому Державному Великому концертному залу в Казані.
У 2005 р. в Казані навпроти театру Камала на майданчику перед будівлею Татарського державного гуманітарно-педагогічного університету встановлено пам'ятник Сайдашева.
Його ім'я носить вулиця в Вахітовському районі Казані.

## Сім'я
Батько — Замалетдін Бікчентаєвич Сайдашев.
Мати — Махубжамал Міннібаєвна Сайдашева (Хамідулліна).
Дружини — Валентина Мухіна; Сафія Алпарова; Асія Казакова.
Діти — Альфред (татарс.), Науфаль, Еміль, Реляф.

## Лауреати вокального конкурсу імені Саліха Сайдашева
2002 рік — I премія —  Васильєв Володимир Михайлович